# Здзешулиці-Дольні
Здзешулиці-Дольні (пол. Zdzieszulice Dolne) — село в Польщі, у гміні Белхатув Белхатовського повіту Лодзинського воєводства.
Населення — 256 осіб (2011).
У 1975-1998 роках село належало до Пйотрковського воєводства.

## Демографія
Демографічна структура станом на 31 березня 2011 року:
|          | Загалом | Допрацездатний вік | Працездатний вік | Постпрацездатний вік |
| -------- | ------- | ------------------ | ---------------- | -------------------- |
| Чоловіки | 133     | 29                 | 92               | 12                   |
| Жінки    | 123     | 16                 | 84               | 23                   |
| Разом    | 256     | 45                 | 176              | 35                   |